# 台灣玉黍螺
台湾玉黍螺（学名：Echinolittorina millegrana），是中腹足目玉黍螺科Echinolittorina的一种。主要分布于马来西亚、印度尼西亚、台湾，常栖息在岩礁海岸和潮间带的上半部。